# Miriam Fernández
Miriam Fernández  (Madrid, 1990) es una cantante, escritora, actriz  y conferenciante española con parálisis cerebral conocida popularmente también por ser la ganadora del Talentshow ‘Tú sí que vales’  en 2011 y posteriormente por su paso por el concurso televisivo ‘La Voz’ en 2019. Actualmente dedica parte de su tiempo en impartir conferencias de inspiración donde comparte su experiencia personal de superación con la intención de ayudar a otros también a conseguirlo.

## Reseña biográfica
En su nacimiento, fue diagnosticada con parálisis cerebral que le impediría andar. Sus padres (adolescentes) la entregaron posteriormente en adopción. Miriam comenzó con su recuperación llegando a andar con andador e incluso a practicar natación como parte adicional de su rehabilitación. Con 12 años se proclamó campeona nacional de natación adaptada, título que revalidó durante varios años.  
En 2008, ganó del Talentshow ‘Tú sí que vales’ en su segunda edición . Posteriormente en 2010 sacará su primer disco llamado "Bailando bajo la lluvia"
También prueba en el mundo del teatro y en 2013 se une a la compañía de Teatro Blanca Marsillach,  donde desarrolla desde entonces su faceta de actriz junto a actores de renombre como  Emilio Gutiérrez Caba. En 2018 ganó el concurso ‘Speaker Talent’  y en 2019 participó en el concurso televisivo ‘La Voz’. A raíz de su éxito musical fue invitada al programa latinoamericano "Sábado Gigante" presentado por Don Francisco.
En 2018 aparece como integrante de la serie "La Familia Pérez" de Atresmedia
En 2019 publica su primer libro: ‘Los cometas de Miriam’. En 2019 también ganó el Premio Resiliencia y Salud.
En 2019 fue condecorada en el premio Resiliencia y Saludo junto a personalidades de la relevancia de Vicente del Bosque o Javier Espinosa. 
También ha participado como colaboradora en programas de radio como "Cada mañana sale el sol" de ABC Punto Radio y "Frontera" de RNE.

## Distinciones
- Ganadora del talentshow ‘Tú sí que vales’ en 2011[1]
- Premio Fundación Randstad en 2012[10]
- Condecorada con el premio ‘Resiliencia y Salud’ en 2019[11]
- Premio 'SpeakerTalent' 2018[5]